# Borlon
Borlon (en wallon, Borlon) est une section de la ville belge de Durbuy située en Région wallonne dans la province de Luxembourg.

## Évolution démographique
- Source: DGS, 1831 à 1970=recensements population, 1976= habitants au 31 décembre
- 1900: Scission de Palenge, Petite-Somme et Septon

## Histoire
Le territoire de Borlon est occupé depuis la préhistoire : un gisement du mésolithique a été découvert à la Fontaine al Sâ et un habitat du néolithique à « Sur les Communes ». Des substructions gallo-romaines et des tombes mérovingiennes ont également été mises au jour à Borlon.
Au Moyen Âge, Borlon et Oneux dépendent du ban de Barvaux.
Avant la fusion des communes de 1977, Borlon était une commune à part entière qui ne faisait partie de la province de Luxembourg que depuis 1839. Elle faisait partie avant cela du département de Sambre-et-Meuse. Elle fut créée en 1823 par la réunion des localités de Borlon (avec Oneux) et Palenge. En 1826, Borlon fusionne avec la commune de Petite-Somme et son annexe de Septon. Le 25 mai 1900, Palenge, Petite-Somme et Septon sont détachées de Borlon pour former la commune de Septon. La section de Borlon est aujourd’hui composée de Borlon, Oneux, Tige, Bois de Grâ et moulin d'Amas.

## Patrimoine et culture

### Patrimoine et culture
Classée en 1952, l’église Notre-Dame à Borlon a été restaurée entre 1953 et 1959 par l’architecte Simon Brigode. C’est un remarquable et rare témoignage d’architecture gothique en région rurale au XIIIe siècle.

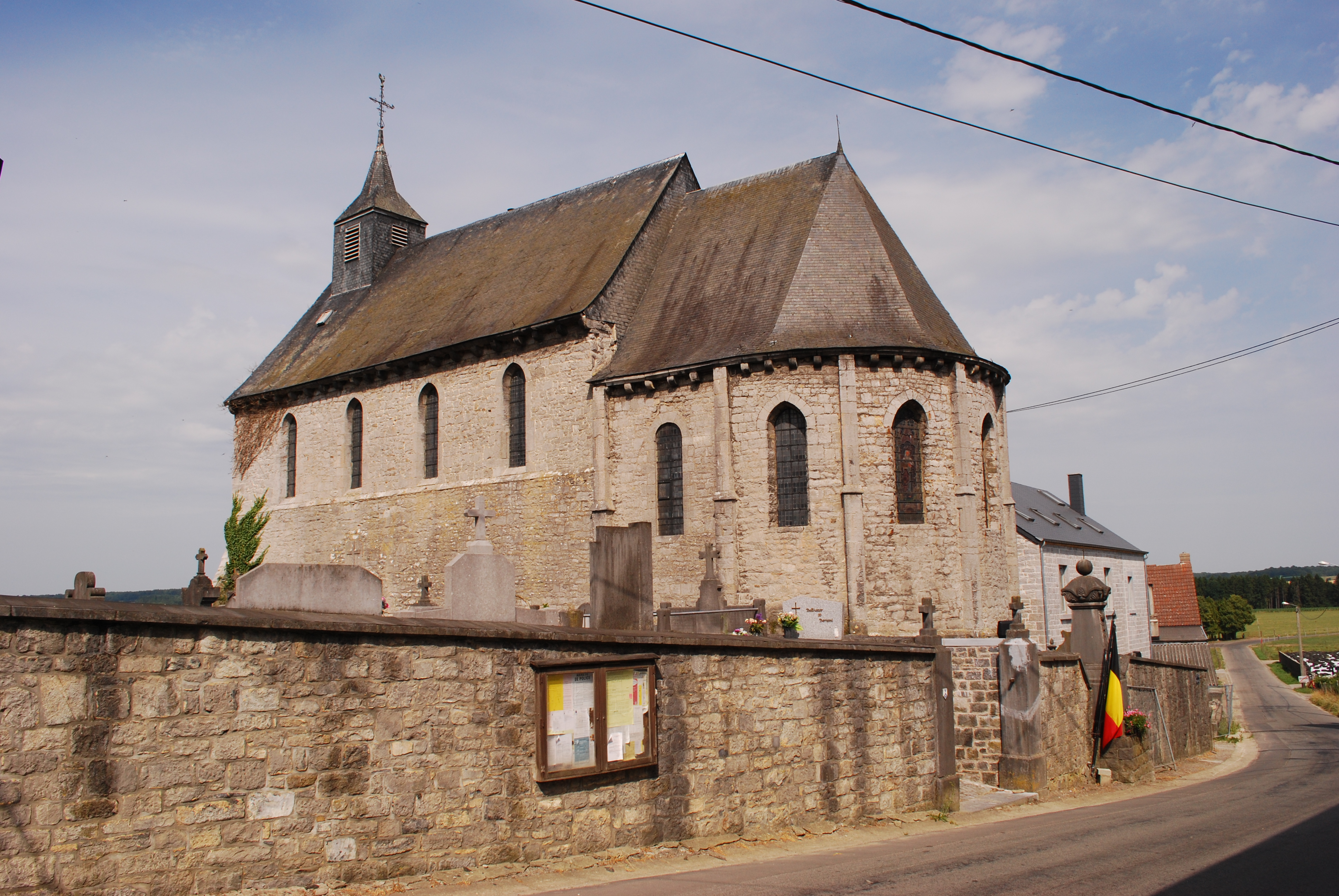
L’église Notre-Dame.